# 2023-as Formula–1 ausztrál nagydíj
Az ausztrál nagydíj a 2023-as Formula–1 világbajnokság harmadik futama volt, amelyet 2023. március 31. és április 2. között rendeztek meg a Melbourne Grand Prix Circuit versenypályán, Melbourne-ben.

## Választható keverékek
| Abroncs              | Friss | Használt |
| -------------------- | ----- | -------- |
| Kemény keverék (C2)  |       |          |
| Közepes keverék (C3) |       |          |
| Lágy keverék (C4)    |       |          |
| Átmeneti esőgumi (I) |       |          |
| Teljes esőgumi (W)   |       |          |

## Szabadedzések

### Első szabadedzés
Az ausztrál nagydíj első szabadedzését március 31-én, pénteken délelőtt tartották, magyar idő szerint 3:30-tól.
| helyezés | versenyző        | csapat/motor          | elért idő | különbség | futott kör |
| -------- | ---------------- | --------------------- | --------- | --------- | ---------- |
| 1        | Max Verstappen   | Red Bull-Honda RBPT   | 1:18,790  | −         | 17         |
| 2        | Lewis Hamilton   | Mercedes              | 1:19,223  | +0,433    | 20         |
| 3        | Sergio Pérez     | Red Bull-Honda RBPT   | 1:19,293  | +0,503    | 19         |
| 4        | Fernando Alonso  | Aston Martin-Mercedes | 1:19,317  | +0,527    | 23         |
| 5        | Charles Leclerc  | Ferrari               | 1:19,378  | +0,588    | 16         |
| 6        | Carlos Sainz Jr. | Ferrari               | 1:19,505  | +0,715    | 20         |
| 7        | Lando Norris     | McLaren-Mercedes      | 1:19,536  | +0,746    | 16         |
| 8        | Pierre Gasly     | Alpine-Renault        | 1:19,646  | +0,856    | 22         |
| 9        | George Russell   | Mercedes              | 1:19,699  | +0,909    | 23         |
| 10       | Lance Stroll     | Aston Martin-Mercedes | 1:19,766  | +0,976    | 19         |
| 11       | Alexander Albon  | Williams-Mercedes     | 1:19,766  | +0,976    | 21         |
| 12       | Oscar Piastri    | McLaren-Mercedes      | 1:19,777  | +0,987    | 22         |
| 13       | Nico Hülkenberg  | Haas-Ferrari          | 1:19,806  | +1,016    | 19         |
| 14       | Nyck de Vries    | AlphaTauri-Honda RBPT | 1:19,933  | +1,143    | 25         |
| 15       | Logan Sargeant   | Williams-Mercedes     | 1:20,074  | +1,284    | 21         |
| 16       | Esteban Ocon     | Alpine-Renault        | 1:20,175  | +1,385    | 20         |
| 17       | Cunoda Júki      | AlphaTauri-Honda RBPT | 1:20,399  | +1,609    | 14         |
| 18       | Valtteri Bottas  | Alfa Romeo-Ferrari    | 1:20,419  | +1,629    | 21         |
| 19       | Csou Kuan-jü     | Alfa Romeo-Ferrari    | 1:20,569  | +1,779    | 22         |
| 20       | Kevin Magnussen  | Haas-Ferrari          | 1:21,147  | +2,357    | 17         |

### Második szabadedzés
Az ausztrál nagydíj második szabadedzését március 31-én, pénteken délelőtt tartották, magyar idő szerint 7:00-tól.
| helyezés | versenyző        | csapat/motor          | elért idő  | különbség | futott kör |
| -------- | ---------------- | --------------------- | ---------- | --------- | ---------- |
| 1        | Fernando Alonso  | Aston Martin-Mercedes | 1:18,887   | −         | 13         |
| 2        | Charles Leclerc  | Ferrari               | 1:19,332   | +0,445    | 10         |
| 3        | Max Verstappen   | Red Bull-Honda RBPT   | 1:19,502   | +0,615    | 12         |
| 4        | George Russell   | Mercedes              | 1:19,672   | +0,785    | 20         |
| 5        | Carlos Sainz Jr. | Ferrari               | 1:19,95    | +0,808    | 12         |
| 6        | Esteban Ocon     | Alpine-Renault        | 1:19,725   | +0,838    | 12         |
| 7        | Sergio Pérez     | Red Bull-Honda RBPT   | 1:20,083   | +1,196    | 15         |
| 8        | Lando Norris     | McLaren-Mercedes      | 1:20,176   | +1,289    | 20         |
| 9        | Nico Hülkenberg  | Haas-Ferrari          | 1:20,194   | +1,307    | 19         |
| 10       | Pierre Gasly     | Alpine-Renault        | 1:20,206   | +1,319    | 12         |
| 11       | Cunoda Júki      | AlphaTauri-Honda RBPT | 1:20,220   | +1,333    | 18         |
| 12       | Valtteri Bottas  | Alfa Romeo-Ferrari    | 1:20,312   | +1,425    | 22         |
| 13       | Lewis Hamilton   | Mercedes              | 1:20,323   | +1,436    | 17         |
| 14       | Oscar Piastri    | McLaren-Mercedes      | 1:20,380   | +1,493    | 24         |
| 15       | Csou Kuan-jü     | Alfa Romeo-Ferrari    | 1:20,470   | +1,583    | 22         |
| 16       | Lance Stroll     | Aston Martin-Mercedes | 1:20,579   | +1,692    | 15         |
| 17       | Nyck de Vries    | AlphaTauri-Honda RBPT | 1:20,600   | +1,713    | 8          |
| 18       | Alexander Albon  | Williams-Mercedes     | 1:21,182   | +2,295    | 18         |
| 19       | Kevin Magnussen  | Haas-Ferrari          | 1:21,266   | +2,379    | 18         |
| 20       | Logan Sargeant   | Williams-Mercedes     | idő nélkül |           |            |

### Harmadik szabadedzés
Az ausztrál nagydíj harmadik szabadedzését április 1-jén, szombaton délelőtt tartották, magyar idő szerint 03:30-tól.
| helyezés | versenyző        | csapat/motor          | elért idő | különbség | futott kör |
| -------- | ---------------- | --------------------- | --------- | --------- | ---------- |
| 1        | Max Verstappen   | Red Bull-Honda RBPT   | 1:17,565  | −         | 24         |
| 2        | Fernando Alonso  | Aston Martin-Mercedes | 1:17,727  | +0,162    | 26         |
| 3        | Esteban Ocon     | Alpine-Renault        | 1:17,938  | +0,373    | 23         |
| 4        | George Russell   | Mercedes              | 1:17,955  | +0,390    | 23         |
| 5        | Pierre Gasly     | Alpine-Renault        | 1:18,094  | +0,529    | 23         |
| 6        | Sergio Pérez     | Red Bull-Honda RBPT   | 1:18,123  | +0,558    | 18         |
| 7        | Carlos Sainz Jr. | Ferrari               | 1:18,127  | +0,562    | 29         |
| 8        | Lewis Hamilton   | Mercedes              | 1:18,138  | +0,573    | 25         |
| 9        | Lance Stroll     | Aston Martin-Mercedes | 1:18,198  | +0,633    | 22         |
| 10       | Csou Kuan-jü     | Alfa Romeo-Ferrari    | 1:18,330  | +0,765    | 20         |
| 11       | Nico Hülkenberg  | Haas-Ferrari          | 1:18,410  | +0,845    | 24         |
| 12       | Alexander Albon  | Williams-Mercedes     | 1:18,553  | +0,988    | 21         |
| 13       | Charles Leclerc  | Ferrari               | 1:18,691  | +1,126    | 28         |
| 14       | Oscar Piastri    | McLaren-Mercedes      | 1:18,713  | +1,148    | 21         |
| 15       | Valtteri Bottas  | Alfa Romeo-Ferrari    | 1:18,809  | +1,244    | 24         |
| 16       | Cunoda Júki      | AlphaTauri-Honda RBPT | 1:18,901  | +1,336    | 22         |
| 17       | Logan Sargeant   | Williams-Mercedes     | 1:18,947  | +1,382    | 20         |
| 18       | Kevin Magnussen  | Haas-Ferrari          | 1:19.056  | +1,491    | 26         |
| 19       | Nyck de Vries    | AlphaTauri-Honda RBPT | 1:19,092  | +1,527    | 23         |
| 20       | Lando Norris     | McLaren-Mercedes      | 1:19,146  | +1,581    | 12         |

## Időmérő edzés
Az ausztrál nagydíj időmérő edzését április 1-jén, szombat délelőtt tartották, magyar idő szerint 7:00-tól.
| helyezés              | rajtszám | versenyző        | csapat/motor          | 1. rész    | 2. rész  | 3. rész  | rajthely | futott kör |
| --------------------- | -------- | ---------------- | --------------------- | ---------- | -------- | -------- | -------- | ---------- |
| 1                     | 1        | Max Verstappen   | Red Bull-Honda RBPT   | 1:17,384   | 1:17,056 | 1:16,732 | 1        | 24         |
| 2                     | 63       | George Russell   | Mercedes              | 1:17,654   | 1:17,513 | 1:16,968 | 2        | 29         |
| 3                     | 44       | Lewis Hamilton   | Mercedes              | 1:17,689   | 1:17,551 | 1:17,104 | 3        | 28         |
| 4                     | 14       | Fernando Alonso  | Aston Martin-Mercedes | 1:17,832   | 1:17,283 | 1:17,139 | 4        | 26         |
| 5                     | 55       | Carlos Sainz Jr. | Ferrari               | 1:17,928   | 1:17,349 | 1:17,270 | 5        | 28         |
| 6                     | 18       | Lance Stroll     | Aston Martin-Mercedes | 1:17,873   | 1:17,616 | 1:17,308 | 6        | 26         |
| 7                     | 16       | Charles Leclerc  | Ferrari               | 1:18,218   | 1:17,390 | 1:17,369 | 7        | 25         |
| 8                     | 23       | Alexander Albon  | Williams-Mercedes     | 1:17,962   | 1:17,761 | 1:17,609 | 8        | 27         |
| 9                     | 10       | Pierre Gasly     | Alpine-Renault        | 1:18,312   | 1:17,574 | 1:17,675 | 9        | 25         |
| 10                    | 27       | Nico Hülkenberg  | Haas-Ferrari          | 1:18,029   | 1:17,412 | 1:17,735 | 10       | 26         |
| 11                    | 31       | Esteban Ocon     | Alpine-Renault        | 1:17,770   | 1:17,768 |          | 11       | 18         |
| 12                    | 22       | Cunoda Júki      | AlphaTauri-Honda RBPT | 1:18,471   | 1:18,099 |          | 12       | 22         |
| 13                    | 4        | Lando Norris     | McLaren-Mercedes      | 1:18,243   | 1:18,119 |          | 13       | 24         |
| 14                    | 20       | Kevin Magnussen  | Haas-Ferrari          | 1:18,159   | 1:18,129 |          | 14       | 18         |
| 15                    | 21       | Nyck de Vries    | AlphaTauri-Honda RBPT | 1:18,450   | 1:18,335 |          | 15       | 23         |
| 16                    | 81       | Oscar Piastri    | McLaren-Mercedes      | 1:18,517   |          |          | 16       | 12         |
| 17                    | 24       | Csou Kuan-jü     | Alfa Romeo-Ferrari    | 1:18,540   |          |          | 17       | 12         |
| 18                    | 2        | Logan Sargeant   | Williams-Mercedes     | 1:18,557   |          |          | 18       | 12         |
| 19                    | 77       | Valtteri Bottas  | Alfa Romeo-Ferrari    | 1:18,714   |          |          | 19[a]    | 12         |
| 20                    | 11       | Sergio Pérez     | Red Bull-Honda RBPT   | idő nélkül |          |          | 20[b]    | 2          |
| 107%-os idő: 1:22,800 |          |                  |                       |            |          |          |          |            |

Megjegyzések:
- ↑ a:  —Valtteri Bottas eredetileg a 19. helyről kezdte volna a vasárnapi futamot, de mivel csapata változtatott a felfüggesztésen a parc fermé ideje alatt, ezért a boxutcából kellett rajtolnia.[3]
- ↑ b:  —Sergio Pérez a parc fermé ideje alatt az autójába új erőforráskomponensek kerültek, ezért a boxutcából kellett rajtolnia.[3]

## Futam
Az ausztrál nagydíj futamát április 2-án, vasárnap délelőtt tartották, magyar idő szerint 7:00-kor.
| helyezés | rajtszám | versenyző        | csapat/motor          | futott kör | idő/kiesés oka | rajthely | pont  |
| -------- | -------- | ---------------- | --------------------- | ---------- | -------------- | -------- | ----- |
| 1        | 1        | Max Verstappen   | Red Bull-Honda RBPT   | 58         | 2:32:38,371    | 1        | 25    |
| 2        | 44       | Lewis Hamilton   | Mercedes              | 58         | +0,179         | 3        | 18    |
| 3        | 14       | Fernando Alonso  | Aston Martin-Mercedes | 58         | +0,769         | 4        | 15    |
| 4        | 18       | Lance Stroll     | Aston Martin-Mercedes | 58         | +3,082         | 6        | 12    |
| 5        | 11       | Sergio Pérez     | Red Bull-Honda RBPT   | 58         | +3,320         | boxutca  | 11[a] |
| 6        | 4        | Lando Norris     | McLaren-Mercedes      | 58         | +3,701         | 13       | 8     |
| 7        | 27       | Nico Hülkenberg  | Haas-Ferrari          | 58         | +4,939         | 10       | 6     |
| 8        | 81       | Oscar Piastri    | McLaren-Mercedes      | 58         | +5,382         | 16       | 4     |
| 9        | 24       | Csou Kuan-jü     | Alfa Romeo-Ferrari    | 58         | +5,713         | 17       | 2     |
| 10       | 22       | Cunoda Júki      | AlphaTauri-Honda RBPT | 58         | +6,052         | 12       | 1     |
| 11       | 77       | Valtteri Bottas  | Alfa Romeo-Ferrari    | 58         | +6,513         | boxutca  |       |
| 12       | 55       | Carlos Sainz Jr. | Ferrari               | 58         | +6,594[b]      | 5        |       |
| 13[c]    | 10       | Pierre Gasly     | Alpine-Renault        | 56         | baleset        | 9        |       |
| 14[c]    | 31       | Esteban Ocon     | Alpine-Renault        | 56         | baleset        | 11       |       |
| 15[c]    | 21       | Nyck de Vries    | AlphaTauri-Honda RBPT | 56         | baleset        | 15       |       |
| 16[c]    | 2        | Logan Sargeant   | Williams-Mercedes     | 56         | baleset        | 18       |       |
| 17[c]    | 20       | Kevin Magnussen  | Haas-Ferrari          | 54         | baleset        | 14       |       |
| Ki       | 63       | George Russell   | Mercedes              | 17         | erőforrás      | 2        |       |
| Ki       | 23       | Alexander Albon  | Williams-Mercedes     | 6          | baleset        | 8        |       |
| Ki       | 16       | Charles Leclerc  | Ferrari               | 0          | baleset        | 7        |       |

Megjegyzések:
- ↑ a:  Sergio Pérez a helyezéséért járó pontok mellett a versenyben futott leggyorsabb körért további 1 pontot szerzett.
- ↑ b:  Carlos Sainz Jr. a 4. helyen végzett, de 5 másodperces időbüntetést kapott baleset kiváltásáért, így a 12. helyre esett vissza.[4]
- ↑ c:  Pierre Gasly, Esteban Ocon, Nyck de Vries, Logan Sargeant és Kevin Magnussen nem fejezték be a futamot, de helyezésüket értékelték, mivel a versenytáv több, mint 90%-át teljesítették.

## A világbajnokság állása a verseny után
| H   | Versenyzők       | Pont | H   | Konstruktőrök         | Pont |
| --- | ---------------- | ---- | --- | --------------------- | ---- |
| 1.  | Max Verstappen   | 69   | 1.  | Red Bull-Honda RBPT   | 123  |
| 2.  | Sergio Pérez     | 54   | 2.  | Aston Martin-Mercedes | 65   |
| 3.  | Fernando Alonso  | 45   | 3.  | Mercedes              | 56   |
| 4.  | Lewis Hamilton   | 38   | 4.  | Ferrari               | 26   |
| 5.  | Carlos Sainz Jr. | 20   | 5.  | McLaren-Mercedes      | 12   |
| 6.  | Lance Stroll     | 20   | 6.  | Alpine-Renault        | 8    |
| 7.  | George Russell   | 18   | 7.  | Haas-Ferrari          | 7    |
| 8.  | Lando Norris     | 8    | 8.  | Alfa Romeo-Ferrari    | 6    |
| 9.  | Nico Hülkenberg  | 6    | 9.  | AlphaTauri-Honda RBPT | 1    |
| 10. | Charles Leclerc  | 6    | 10. | Williams-Mercedes     | 1    |

(A teljes táblázat)

## Statisztikák
- Vezető helyen:
  - George Russell: 6 kör (1–6.)
  - Lewis Hamilton: 5 kör (7–11.)
  - Max Verstappen: 47 kör (12–58.)
- Max Verstappen 22. pole-pozíciója és 37. futamgyőzelme.
- Sergio Pérez 10. versenyben futott leggyorsabb köre.
- A Red Bull Racing 95. futamgyőzelme.
- Max Verstappen 80., Lewis Hamilton 192., Fernando Alonso 101. dobogós helyezése.
- A Red Bull Racing 350. Formula–1-es nagydíja.
- Oscar Piastri megszerzi első pontjait a Formula–1-ben.